# Ninos Gouriye
Ninos Gouriye (Hengelo, 14 gennaio 1991) è un calciatore olandese di origini siriane, attaccante del Neptunus-Schiebroek.

## Palmarès

### Club

#### Competizioni nazionali
- Campionato rumeno: 1

Astra Giurgiu: 2015-2016